# Taurus Judge
O Taurus Judge é um revólver de cinco tiros projetado e produzido pela Taurus International, com câmara para cartuchos de espingarda de calibre .410 e o cartucho .45 Colt. A Taurus promove o Judge como uma ferramenta de autodefesa contra roubo de carro e para proteção de casa.

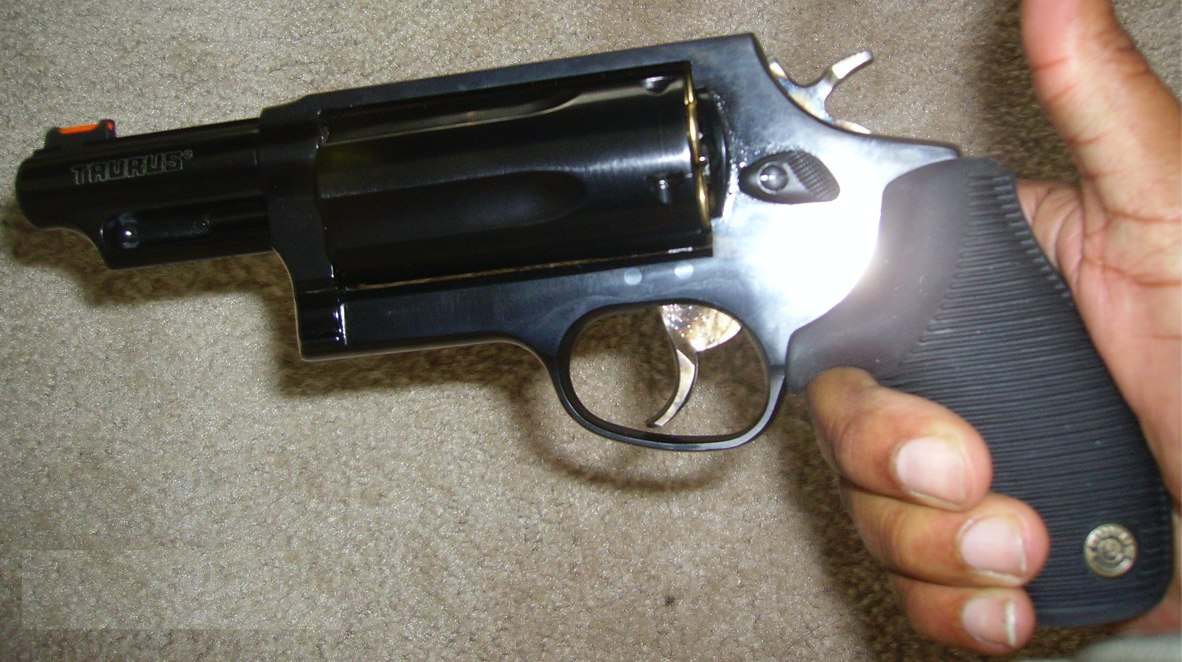
Versão original do Taurus Judge (acabamento azulado).

## História

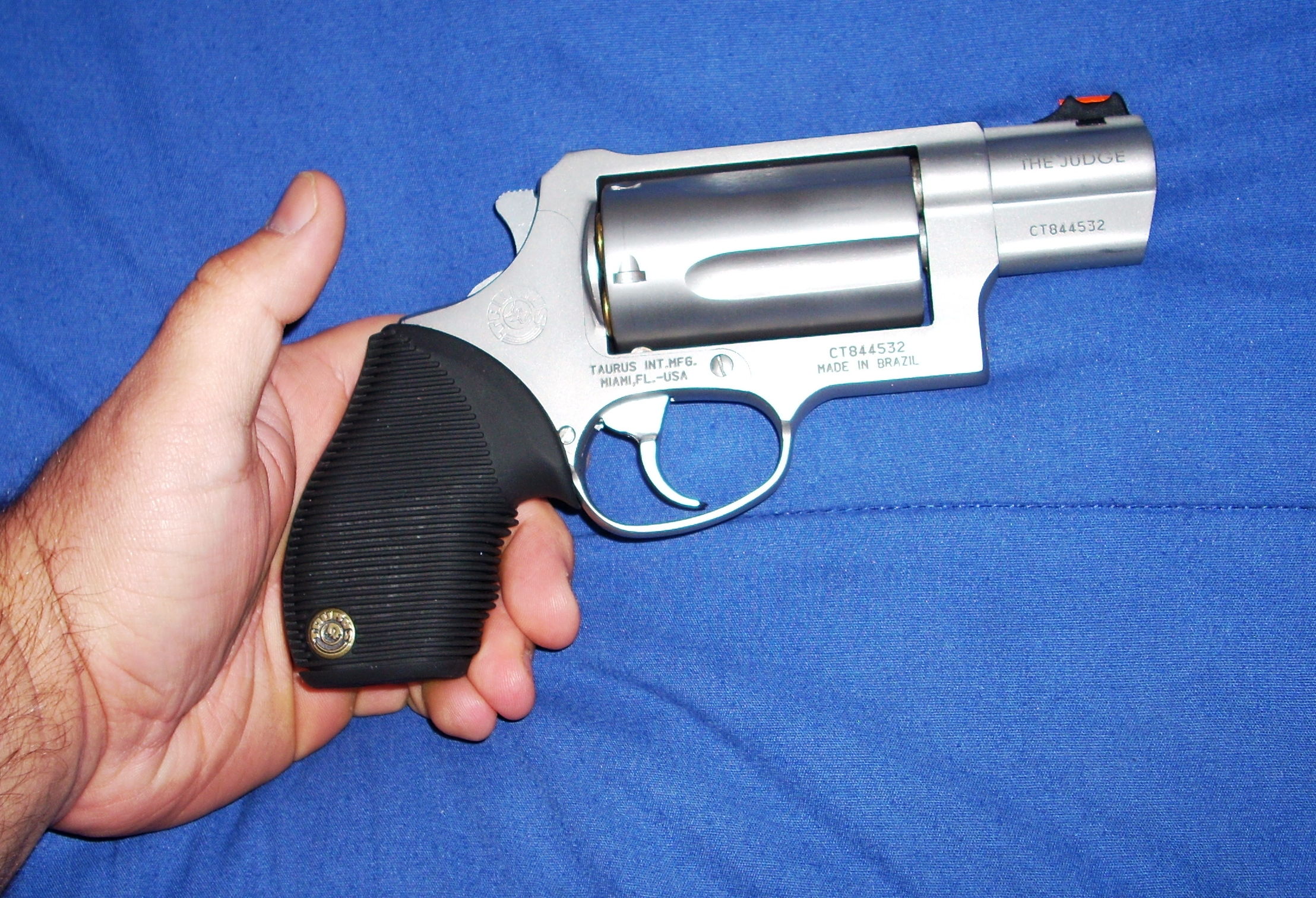
Taurus Judge Public Defender.

Houve duas designações de número de modelo para essa arma de fogo: o 4410 (não mais produzido) e o 4510 (atual). Ambos os números de modelo são essencialmente o mesmo revólver, e qualquer 4410 ou 4510 terá o mesmo desempenho. O revólver recebeu o nome "The Judge" (em português: "O Juiz") em 2006, quando Bob Morrison, Vice-Presidente Executivo, soube que juízes em áreas de risco em Miami, Flórida, estavam comprando o revólver para defesa pessoal em seus tribunais, e depois que Morrison investigou mais a fundo, a designação do modelo foi alterada de 4410 para 4510 para refletir com mais precisão a versatilidade do revólver (.45 Colt + .410 → "4510"). A Taurus International alega que o Judge é sua arma de fogo mais vendida.
O estriamento do cano do Judge é mais raso que o normal, dando ao projétil menos estabilização que receberia em outros revólveres e reduzindo a rápida dispersão do projétil do cartucho. A Taurus desenvolveu o estriamento raso após inúmeros experimentos para encontrar um estriamento que funcionasse bem com os dois tipos de munição.
Embora a Taurus tenha deliberadamente projetado o Judge para disparar cartuchos de espingarda, o Judge não se qualifica como uma "espingarda de cano curto" sob o Ato Nacional de Armas de Fogo de 1934, instituído nos Estados Unidos, pois seu cano raiado o torna um revólver regular. No entanto, o Judge é considerado uma espingarda de cano curto segundo a lei estadual da Califórnia, que apresenta uma definição mais ampla de "espingarda de cano curto" e, portanto, é ilegal possuir o Judge nesse estado.

## Modelos
O Judge, um derivado do Taurus Tracker, vem em três comprimentos de cano (3 pol., 4 pol. e 6,5 pol. - Tracker; 76 mm, 102 mm e 165 mm), dois comprimentos de tambor (2,5 pol. e 3 pol.; 63 mm e 76 mm) e dois acabamentos (azulado e aço inoxidável). O modelo com cano de 3 polegadas (76 mm) também vem em duas categorias de peso, uma construída em aço padrão (0,82 kg atualmente, 1,02 kg anteriormente) e outra "Ultra-Lite", à base de liga (0,62 kg atualmente, 0,68 kg anteriormente). O recuo da arma pode ser significativo com a série de pesos Ultra-Lite devido ao seu peso leve, especialmente com cartuchos .45 Colt. Miras laser da Crimson Trace estão disponíveis para modelos-padrão dessa arma de fogo.
No SHOT Show de janeiro de 2009, a Taurus apresentou vários novos modelos do Judge. Estes foram rotulados como a série Public Defender e são baseados na armação do Taurus Model 85. Assim como no Judge original, estes tem um tambor para cinco cartuchos .45 Colt ou de calibre .410. A Taurus posiciona os revólveres da série Public Defender como armas de porte oculto. A Taurus também introduziu o tático R Ported. O Taurus 4510TKR-3SSR (aço inoxidável) e 4510TKR-3BR (azulado) oferecem um cano de 3 polegadas (76 mm) com freio de boca e um trilho Picatinny.
Em 2010, a Taurus introduziu o Raging Judge, que possui tambor para cartuchos .454 Casull, .45 Colt e de calibre .410.
No SHOT Show de 2011, em Las Vegas, Nevada, a Taurus introduziu o Raging Judge XXVIII, com câmara para cartuchos de espingarda de calibre 28. O revólver de 1,89 kg continha cinco cartuchos no tambor e tinha um cano de 6,5 polegadas (165 mm). O tambor usava uma trava dupla semelhante à do Raging Judge com câmara para .454 Casull
No entanto, começaram a circular rumores durante o evento de que a Agência de Álcool, Tabaco, Armas de Fogo e Explosivos (ATF) havia apreendido os protótipos de arma devido a uma descoberta inicial de que as armas eram, na verdade, espingardas de cano curto e, portanto, ilegais. Contudo, a American Rifleman relatou que a Taurus havia convidado a ATF para uma reunião para discutir o revólver, e nenhuma determinação da ATF foi feita naquele tempo.
Em 27 março de 2011, o presidente e CEO da Taurus International, Bob Morrison, declarou, no programa de rádio Gun Talk, que o Taurus Raging Judge XXVIII ainda estava em desenvolvimento. Por fim, a arma nunca entrou em produção, e nenhuma declaração oficial sobre a arma foi feita novamente.

### Carabina

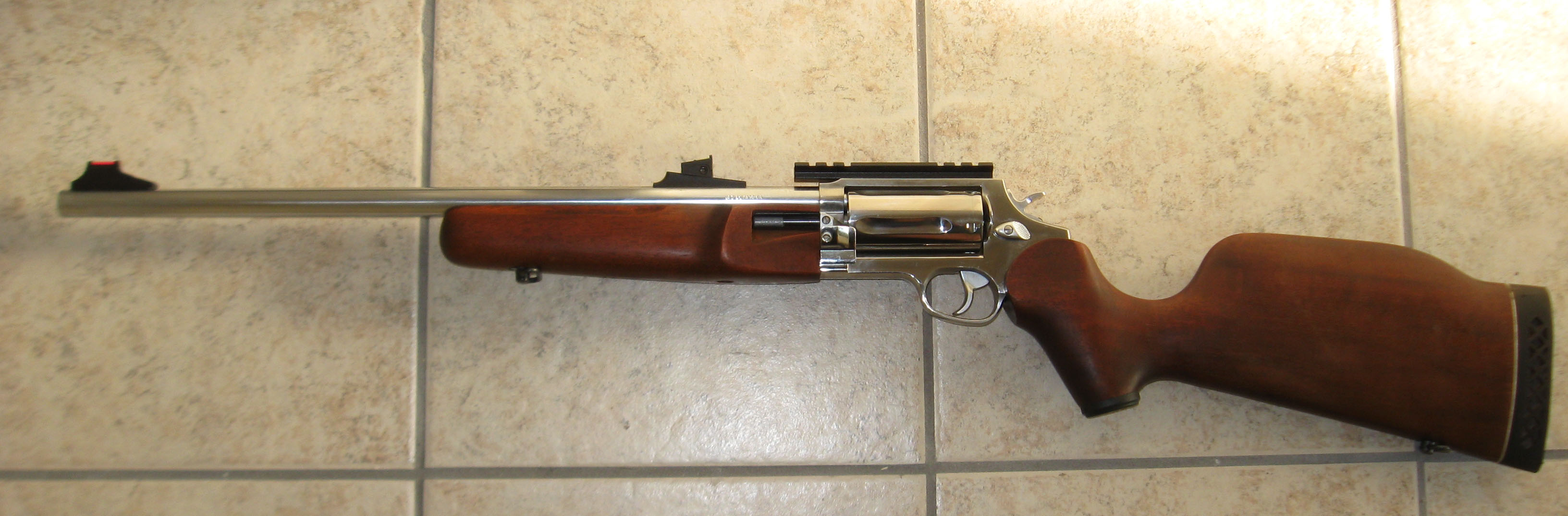
A carabina Circuit Judge.

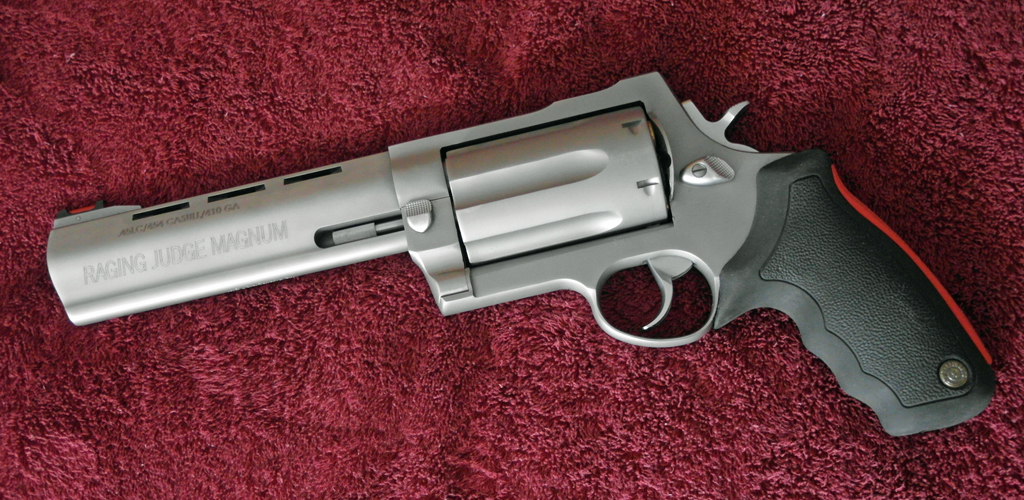
Revólver Taurus Raging Judge Magnum, com cano de 6,5 polegadas e tambor para cartuchos .454 Casull, .45 Colt e de calibre .410.

A Taurus, juntamente com sua empresa parceira, Rossi, fabrica uma variante de carabina com cano de 18,5 polegadas (470 mm) do revólver Taurus Judge. A carabina é conhecida como Taurus/Rossi Circuit Judge.
Ela vem com a combinação original de câmara para cartuchos de calibre .410 e o cartucho .45 Colt. A Taurus/Rossi Circuit Judge possui pequenos escudos de recuo anexados ao tambor para proteger o atirador dos gases quentes que escapam entre o tambor e o cano.
A carabina tem uma coronha e um guarda-mão feitos de madeira brasileira ou plástico e possui uma massa de mira de fibra óptica. Um trilho Picatinny opcional permite ao usuário montar uma mira no topo da armação, e um choke é incluído para caça de peru.

## Eficácia
Cartuchos de espingarda para uso em revólveres são produzidos há muito tempo, carregando os cartuchos com bagos finos em vez de um balote; eles são comumente chamados de "snake shot" ou "rat shot" (em português: "tiro de cobra" e "tiro de rato", respectivamente), indicando seu principal uso para o controle de pragas. O estriamento padrão, projetado para estabilizar o projétil, espalha o tiro, limitando sua eficácia a um alcance muito curto. Para atender a esse mercado, a Taurus projetou o Judge para usar tanto cartuchos com apenas um projétil ou cartuchos .410 com bagos finos. O estriamento do cano do Judge foi projetado para estabilizar os projéteis, mas não para disparos indevidos que os espalham.
A Taurus também prestou atenção à eficácia com cartuchos de bagos grossos, posicionando o Judge como uma arma de defesa pessoal. Cartuchos de calibre .410 carregados com bagos grossos não são considerados especialmente eficazes na defesa pessoal, no entanto, existem algumas cargas específicas que proporcionam excelente desempenho em gel, a curtas distâncias. Um exemplo seria o cartucho de 2+1⁄2 pol. com quatro bagos 000, como os oferecidos pela Federal e pela Remington, entre outros. Essas cargas oferecem excelente desempenho em vários testes de gel que podem ser vistos no YouTube. Na câmara original do Judge para cartuchos .410 de 2+1⁄2 pol., cada cartucho contém três bagos 000, em comparação a nove bagos 00 (.33 pol.) ou oito bagos 000 (.36 pol.) no cartucho de calibre 12 padrão, comumente usado para defesa pessoal ou caça grossa. Em 2008, a Taurus introduziu o Judge Magnum, que pode disparar o cartucho .410 de 2+1⁄2 pol. padrão ou de 3 pol., que contém cinco bagos 000 e é mais eficaz como cartucho de defesa pessoal. Várias empresas de munição oferecem munição .410 projetada especificamente para o Judge, com propelente otimizado para canos mais curtos. O cartucho  de 2+1⁄2 pol., da Federal, contém quatro bagos 000. O cartucho de 2,5 pol., da Remington Home Defense, também contém quatro bagos 000. Um tambor cheio (seis cartuchos) de cartuchos .410 de 3 polegadas é o equivalente aproximado de três disparos (trinta bagos 000) de uma espingarda municiada com cartuchos 000 (nove bagos 000 de cada, num total de vinte e sete bagos).
O Taurus Judge é baseado no revólver .45 Colt da Taurus e é adequado para a munição projetada para o mesmo. Ele não foi projetado para pressões mais altas geradas por cartuchos como o .44 Magnum ou o .454 Casull; para impedir o uso de tais cartuchos, as câmaras do tambor do Judge são ajustadas para impedir o carregamento de cartuchos maiores, em diâmetro, que cartuchos .410 e mais longos que cartuchos .45 Colt. Mais tarde, a Taurus apresentou o Raging Judge Magnum, baseado no seu modelo Raging Bull, projetado para cartuchos magnum; o Raging Judge Magnum possui um tambor que armazena, com segurança, cartuchos .454 Casull e .45 Colt.

## Galeria

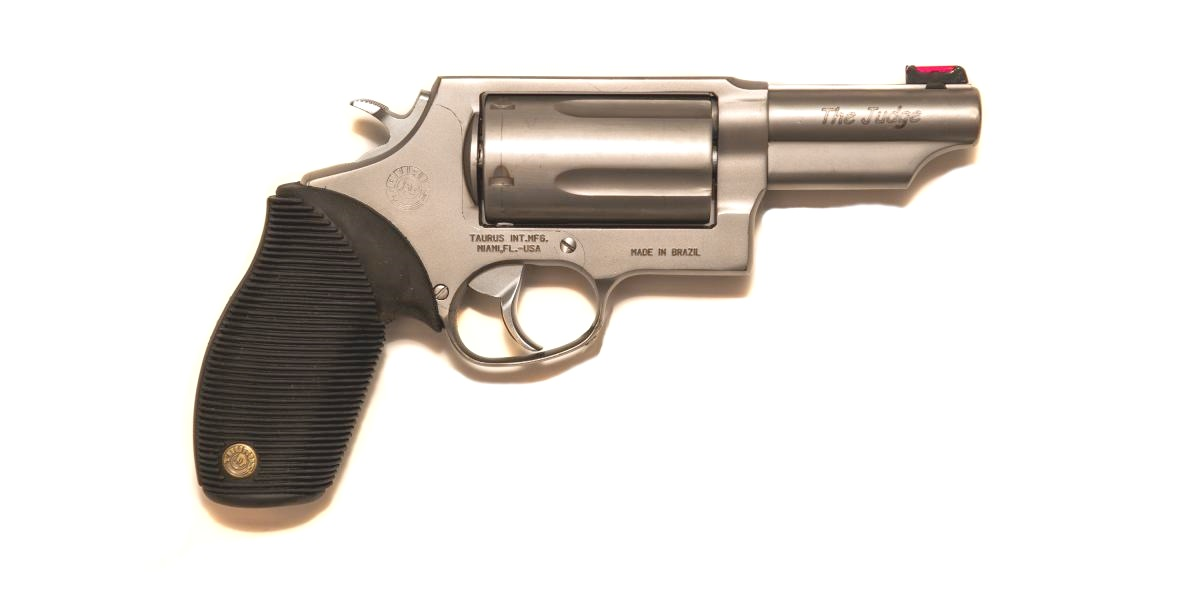
Taurus Judge.
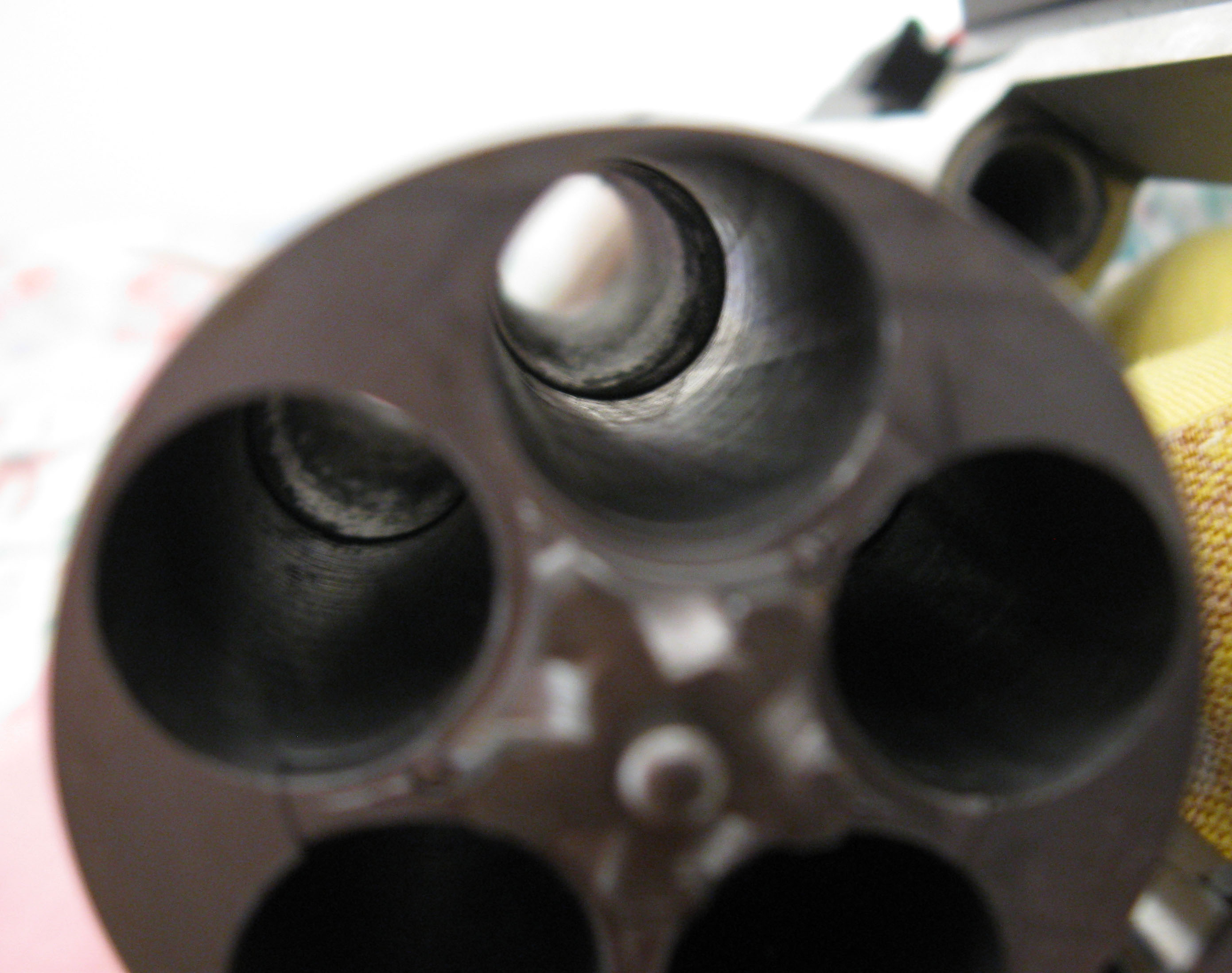
Imagem do tambor (na foto, modelo de carabina), mostrando as câmaras ajustadas que impedem o carregamento de cartuchos .454 Casull em modelos que não sejam magnum.